# Boezjanen
De Boezjanen  (Pools: Bużanie, Oekraïens: Бужани, Boezjany, Russisch: Бужане, Boezjane) waren een Slavische stam die leefde in het stroomgebied van de bovenloop van de Westelijke Boeg, waarvan ze volgens de kronieken hun naam hebben gekregen. 
Ze worden in de Nestorkroniek vermeld onder de Slavische stammen. Volgens de Beierse geograaf (9e eeuw) hadden de Boezjanen (Latijns Busani) 230 "steden" (gorden). De Russische historische geograaf Barsov geloofde dat de naam van de stam niet afkomstig was van de Boeg-rivier, maar van hun stamcentrum, de gord Boezjsk (het huidige Boesk). Sedov geloofde dat de Boezjanen, samen met de Drevljanen, Poljanen en Dregovitsjen, afgescheiden waren van de Doeleben. Deze stammen vormden de zuidwestelijke groep van de Oost-Slaven en behielden tegelijkertijd dezelfde begrafenisritus, evenals de karakteristieke vrouwelijke slaapringen. 
Nadat ze in de 10e eeuw opgingen in het Kievse Rijk verloren de Boezjanen hun onafhankelijkheid en werden niet langer genoemd in historische bronnen. Volgens de overleveringen werden de Boezjanen later bekend onder de naam Wolyniërs, naar de gord Volyn.